# Póvoa de Lanhoso (freguesia)

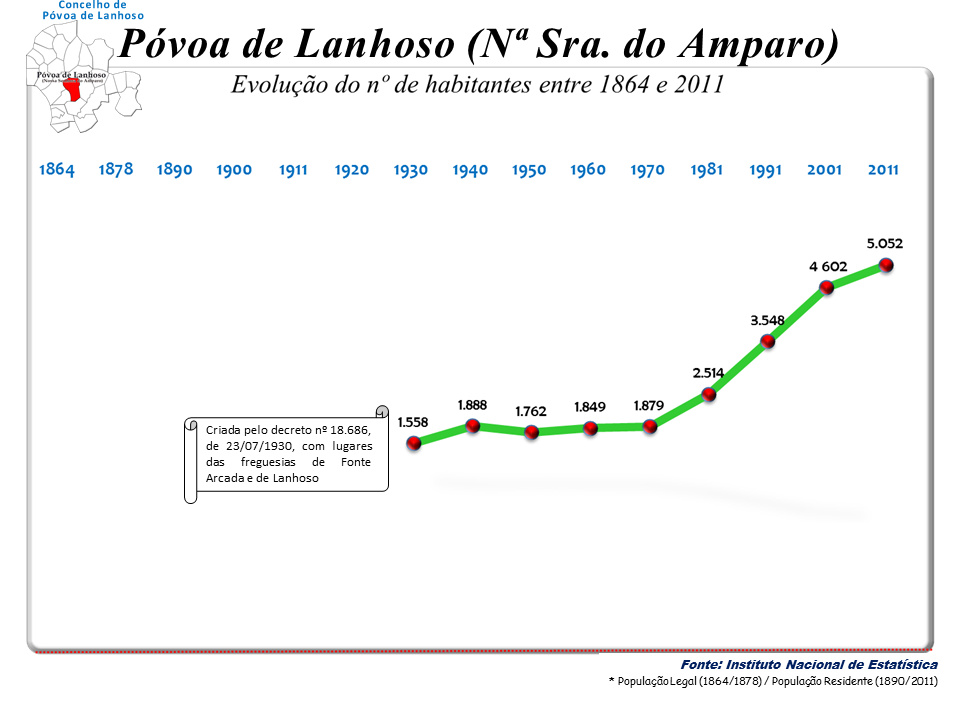
Bevolkingsontwikkeling tussen 1864 en 2011

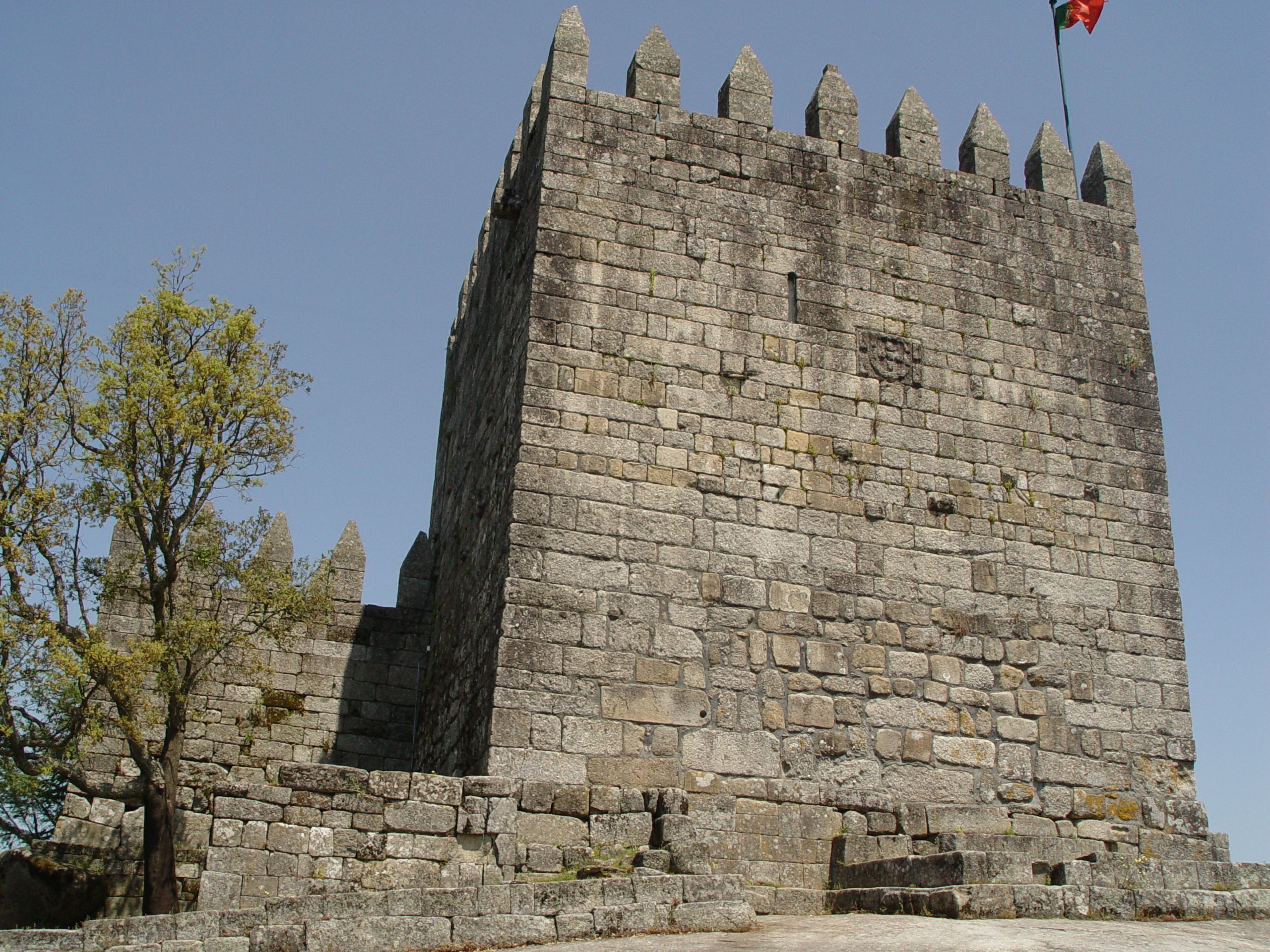
Kasteel van Lanhoso

Póvoa de Lanhoso
(Nossa Senhora do Amparo) is een plaats (freguesia) in de Portugese gemeente Póvoa de Lanhoso en telt 4602 inwoners (2001).